# Rhynchostruthus
Rhynchostruthus es un género de aves paseriformes perteneciente a la familia Fringillidae, que incluye tres especies, que se distribuyen por el norte de Somalia y el sur de la península arábiga.

## Taxonomía
En la actualidad se reconocen tres especies:
- Rhynchostruthus socotranus Sclater y Hartlaub, 1881 - picogordo de Socotora;
- Rhynchostruthus percivali Ogilvie-Grant, 1900 - picogordo árabe;
- Rhynchostruthus louisae Lort Phillips, 1897 - picogordo somalí.